# Karl von Basse (Verwaltungsjurist, 1810)
Karl von Basse (* 5. Januar 1810 in Unna; † 4. Juni 1894 in Burgsteinfurt) war ein preußischer Verwaltungsjurist und Landrat des Kreis Steinfurt von 1839 bis 1877.

## Leben
Seine Eltern waren Karl von Basse aus dem Adelsgeschlecht derer von Basse und Charlotte Elisabeth Adolfine Freiin von Grüter-Morrien. 
Karl hatte vierzehn Geschwister. Seine Schwester Charlotte war mit dem Landrat des Kreises Ahaus Ernst von Westhoven verheiratet. Sein Bruder Friedrich Wilhelm Gerhard war preußischer Justizrat und Notar.
Karl von Basse machte sein Abitur am Gymnasium in Wesel. Er studierte an den Universitäten Halle und Berlin sechs Semester Rechtswissenschaften. Am 31. August 1832 legte er vor dem Kammergericht Berlin seine Prüfung zum Auskultator ab. Vor dem Oberlandesgericht Hamm folgte am 29. Juni 1835 die Prüfung zum Gerichtsreferendar mit dem Ergebnis „gut“. Seiner Militärpflicht kam er als Einjährig-Freiwilliger beim Infanterie-Regiment „Graf Barfuß“ (4. Westfälisches) Nr. 17 in Düsseldorf nach. Nach mehrjähriger Tätigkeit im Justizdienst wurde er am 24. Februar 1838 zum 2. Landratsamtskandidaten in Burgsteinfurt gewählt und am 21. Januar 1839 unter dem Vorbehalt der Prüfung zum Landrat des Kreises Steinfurt ernannt. Die definitive Ernennung war am 18. September 1839 nach der mit „genügend“ bestandenen Prüfung. Am 1. Februar 1877 trat er in den Ruhestand.
Karl von Basse war 1868	als Vertreter des Fürsten Rheina-Wolbeck und 1873 bis 1877 als Vertreter des Fürsten zu Bentheim und Steinfurt Mitglied im Provinziallandtag der Provinz Westfalen.
Basse heiratete am 18. Dezember 1839 in Wesel Amalie Luise Klementine Bassol (* 20. Januar 1816; † 30. Dezember 1895). Das Paar hatte mehrere Kinder.

## Ehrungen
- Roter Adlerorden IV. Klasse
- Kronenorden IV. Klasse